# 2019-es Eurovíziós Kórusverseny
A 2019-es Eurovíziós Kórusverseny volt a második Eurovíziós Kórusverseny, amit a svédországi Göteborg melletti Partillében rendeztek meg. A pontos helyszín a Partille Arena volt. A versenyre 2019. augusztus 3-án került sor. Az Eurovíziós Dalfesztivállal ellentétben itt nem feltétlenül az előző évi győztes rendez, a legfőbb kiválasztási szempont az Európai Kórusjátékok aktuális helyszíne. A 2017-es versenyt a szlovén Carmen Manet nyerte, akik az Ardca, Aj, zelena je vsa gora és Ta na Solbici című kórusműveiket adták elő Lettország fővárosában, Rigában.
10 ország erősítette meg részvételét, beleértve Norvégiát, Skóciát, Svájcot és a házigazda Svédországot, melyek először vesznek részt a versenyen. Ausztria, Észtország és Magyarország azonban visszalépett a versenytől.

## A helyszín és a verseny
2018. február 4-én jelentették be, hogy a második Eurovíziós Kórusverseny 2019-ben kerül megrendezésre, július 8-án pedig ismertették a pontos helyszínt, ami a svédországi Göteborgban található Scandinavium lett volna, mely 14 000 fő befogadására alkalmas, és amely korábban az 1985-ös Eurovíziós Dalfesztivál helyszíne is volt, azonban december 18-án kiderült, hogy a pontos helyszín a Göteborg agglomerációjához tartozó Partillében található, 4 500 férőhelyes Partille Arena lesz. A verseny hivatalos helyszíneként a szervezők Göteborgot tüntették fel.
| Svédország Göteborg |

Ugyanekkor jelentették be, hogy legalább tíz, legfeljebb pedig tizenkét ország részvétele lehetséges a 2019-es versenyen. Ha a jelentkezők száma meghaladja a maximális létszámot, a további résztvevőkről a verseny Irányítócsoportja dönt.
A versenyzőket televíziós válogatóműsorban vagy egy szakbizottság által kell kiválasztani. Az Irányítócsoport jóváhagyása mellett részt vehetnek olyan kórusok is, melyek a verseny idején már részt vesznek az Európai Kórusjátékokon.
A kórusok legalább négy, legfeljebb pedig negyvenöt taggal rendelkezhetnek, a kiválasztásukat megelőző legalább hat hónapban az általuk képviselt országban kell tevékenykedniük, illetve kizárólag a cappella énekelhetnek legfeljebb négy percig.
Változás volt az előző évhez képest, hogy a három dobogós helyezést elérő kórus egy második körben is részt vett, ahol egy-egy három perces produkciót kellett bemutatniuk. A győztes kórus a trófea elnyerése mellett lehetőséget kapott a 2020 júliusában a belgiumi Flandriában megrendezendő Világ Kórus Játékokon való részvételre is.
A verseny egyik házigazdája, Petroc Trelawny korábban a 2018-as Fiatal Zenészek Eurovíziója műsorvezetője volt. John Rutter pedig sorozatban másodjára foglalt helyet a szakmai zsűriben.
A rendezvényt Västra Götaland megye huszonegy kórusának összesen nagyjából 350 tagja nyitotta meg. A produkcióban a Bolagsstämmorna, a Brunnsbo Musikklasser, a Cantamore, a Chalmers Sångkör, a Corus Acusticus, a GöteborgsOperans Ungdomskör, az Isländska Kören i Göteborg, a Jonsereds Kyrkokör, a Kammarkören Chorus, a Kom och Sjung, a Kören Sindra, az Oscar Fredriks Ceciliakör, az Oscar Fredriks Vocalis, az Örgryte Kyrkokör, a Rytmus Ifjúsági Kórus, a Saltstänk, a Sävedalens Kyrkokör, a Sångsällskapet Sonora, a Stella Academica, a Vokalerna és a Vox Feminale tagjai vettek részt. A részt vevő országok produkciói után pedig az előző verseny szlovén győztese, a Carmen Manet lép fel a Bohuslän Big Band közreműködésében.

## A résztvevők
2018. december 18-án jelentették be a résztvevők hivatalos listáját. Eszerint első alkalommal vett részt Norvégia, Svájc és Svédország, valamint az Egyesült Királyság alkotó országa, Skócia, melynek ez volt az első eurovíziós versenye, amin önállóan vett részt. Eredetileg Románia is részt vett volna. Az ország 2017. december 10-én a Gala Premiilor Excelsior műsor keretein belül kiválasztotta a Corul Symbol kórust képviseletére, azonban később a román műsorsugárzó nemet mondott az Európai Műsorsugárzók Uniója meghívására, így a hivatalos résztvevői listán sem szerepelt. Ugyancsak debütált volna Franciaország, de a kiválasztott, meg nem nevezett kórussal kapcsolatos technikai problémák miatt visszalépni kényszerült a verseny előtt.
Három ország, Ausztria, Észtország és Magyarország, viszont visszalépett a versenytől.
2019. március 20-án hivatalossá vált, hogy a 2018. december 18-án bejelentett tíz részt vevő ország mellé Dánia is csatlakozik.
Így összesen tíz ország vett részt Svédországban, mely eggyel több, mint az első verseny mezőnyének létszáma.

## A versenyt megelőző időszak

### Nemzeti válogatók
| Ország        | Választás módszere                              | Válogató / Bemutató műsor            | Közvetítő csatorna           | Kiválasztás / Bemutatás dátuma | Kiválasztás / Bemutatás dátuma |
| Ország        | Választás módszere                              | Válogató / Bemutató műsor            | Közvetítő csatorna           | Kórus                          | Kórusmű                        |
| ------------- | ----------------------------------------------- | ------------------------------------ | ---------------------------- | ------------------------------ | ------------------------------ |
| Belgium       | belső kiválasztás                               | Nem rendeztek válogatóműsort         | Nem rendeztek válogatóműsort | 2019. április 5.               | 2019. augusztus 2.             |
| Dánia         | belső kiválasztás                               | Nem rendeztek válogatóműsort         | Nem rendeztek válogatóműsort | 2019. április 5.               | 2019. augusztus 2.             |
| Franciaország | belső kiválasztás                               | Nem rendeztek válogatóműsort         | Nem rendeztek válogatóműsort | Visszalépett a verseny előtt   | Visszalépett a verseny előtt   |
| Lettország    | belső kiválasztás                               | Nem rendeztek válogatóműsort         | Nem rendeztek válogatóműsort | 2019. március 17.              | 2019. július 7.                |
| Németország   | kórus: nemzeti döntő kórusmű: belső kiválasztás | Der beste Chor im Westen             | WDR Fernsehen HD             | 2018. december 14.             | 2019. augusztus 2.             |
| Norvégia      | kórus: nemzeti döntő kórusmű: belső kiválasztás | Norsk finale i Eurovision Choir 2019 | NRK Klassisk                 | 2019. április 7.               | 2019. augusztus 2.             |
| Románia       | kórus: nemzeti döntő kórusmű: belső kiválasztás | Gala Premiilor Excelsior             | TVR2                         | 2017. december 10.             | Visszalépett a verseny előtt   |
| Skócia        | belső kiválasztás                               | Nem rendeztek válogatóműsort         | Nem rendeztek válogatóműsort | 2019. április 5.               | 2019. július 29.               |
| Svájc         | kórus: nemzeti döntő kórusmű: belső kiválasztás | Chorus                               | RTS Un                       | 2018. december 1.              | 2019. július 23.               |
| Svédország    | belső kiválasztás                               | Nem rendeztek válogatóműsort         | Nem rendeztek válogatóműsort | 2019. április 5.               | 2019. augusztus 2.             |
| Szlovénia     | belső kiválasztás                               | Nem rendeztek válogatóműsort         | Nem rendeztek válogatóműsort | 2019. február 5.               | 2019. július 7.                |
| Wales         | kórus: nemzeti döntő kórusmű: belső kiválasztás | Côr Cymru                            | S4C                          | 2019. április 7.               | 2019. augusztus 2.             |

## Zsűri
- John Rutter (zsűrielnök) – angol zeneszerző, karmester, zeneműkiadó.
- Katarina Henryson – a The Real Group a capella együttes létrehozója.
- Deke Sharon – amerikai énekes, zeneszerző, producer és rendező.

## Döntő
A karnagyok közül a belga Nicolas Dorian a 2011-es Eurovíziós Dalfesztiválon a Witloof Bay, a lett Jānis Ozols pedig a 2006-os Eurovíziós Dalfesztiválon a Cosmos tagjaként is részt vett.

## Térkép

A második kör résztvevői
Az első körben kiesett országok
Országok, melyek korábban részt vettek, de ebben az évben nem

### Első kör
| #  | Ország      | Nyelv                                               | Kórus                  | Darab (Szerző) | Karnagy            | Eredmény     |
| -- | ----------- | --------------------------------------------------- | ---------------------- | --- | ------------------ | ------------ |
| 01 | Svédország  | mesterséges svéd                                    | Zero8                  | Khorumi (Mamia Khatelishvili) Hej, dunkom så länge vi levom (népdal, Vilhelm Svedbom) | Rasmus Krigström   | Kiesett      |
| 02 | Belgium     | angol, francia                                      | Almakalia              | Made in Belgium (Florence Huby) | Nicolas Dorian     | Kiesett      |
| 03 | Lettország  | angol, lett                                         | Koris MASKA            | Father Thunder – Pērkontēvs (Laura Jēkabsone) | Jānis Ozols        | Továbbjutott |
| 04 | Németország | német                                               | BonnVoice              | O Täler weit, o Höhen (népdal, Oliver Gies) Die Gedanken sind frei (népdal, Oliver Gies) | Tono Wissing       | Kiesett      |
| 05 | Norvégia    | norvég                                              | Volve Vokal            | Ønskediktet (Gro Espedal) | Gro Espedal        | Kiesett      |
| 06 | Dánia       | angol                                               | Vocal Line             | True North (Tina Dickow, Tine Fris-Ronsfeld) | Jens Johansen      | Továbbjutott |
| 07 | Skócia      | skót gael                                           | ALBA                   | Cumha na cloinne (Sileas Sinclair) Ach a mhairead (Sileas Sinclair) Alba (Sileas Sinclair) | Joy Dunlop         | Kiesett      |
| 08 | Szlovénia   | szlovén                                             | Jazzva                 | Spomenčice (Serly Lajos, Rudi Ringbauer, Veronica Emer) | —                  | Továbbjutott |
| 09 | Svájc       | francia romans frankoprovanszál olasz német francia | Cake O’Phonie          | Chante en mon cœur (Pierre Kaelin, Antoine Krattinger) La sera sper il lag (Gion Balzer Casanova, Antoine Krattinger) Poï (Antoine Krattinger) Le ranz des vaches (François-Xavier Zürcher, Antoine Krattinger) La ticinella (Antoine Krattinger) Beresinalied (Friedrich Wilke, Antoine Krattinger) La chanson d’ici (Pierre Kaelin, Antoine Krattinger) | Antoine Krattinger | Kiesett      |
| 10 | Wales       | ír walesi                                           | Ysgol Gerdd Ceredigion | Cúnla (népdal, Islwyn Evans) Ar Lan y Môr (népdal, Islwyn Evans) | Islwyn Evans       | Kiesett      |

### Második kör
| #  | Ország     | Nyelv   | Kórus       | Darab (Szerző)                                      | Karnagy       | Helyezés |
| -- | ---------- | ------- | ----------- | --------------------------------------------------- | ------------- | -------- |
| 11 | Lettország | lett    | Koris MASKA | Nāc, Dieviņi (Laura Jēkabsone)                      | Jānis Ozols   | 2.       |
| 12 | Dánia      | dán     | Vocal Line  | Viola (Lisa Nilsson, Henrik Jansson, Jens Johansen) | Jens Johansen | 1.       |
| 13 | Szlovénia  | szlovén | Jazzva      | Bejži ptiček (Jasna Žitnik)                         | —             | 3.       |

#### A második körben elő nem adott kórusművek
| Ország      | Nyelv     | Darab (Szerző) |
| ----------- | --------- | --- |
| Belgium     | angol     | Million Eyes (Army Morrey, Loïc Nottet, Luuk Cox)                                                                                 |
| Németország |           | Air (Johann Sebastian Bach) |
| Norvégia    | angol     | Famine Song (VIDA) |
| Skócia      | skót gael | An t-Iarla Diùrach (Sileas Sinclair) Innis dhòmhsa cà’il thu cadal (Sileas Sinclair) Siod a’ rud a thogadh fonn (Sileas Sinclair) |
| Svájc       | angol     | Believer (Dan Reynolds, Wayne Sermon, Ben McKee, Daniel Platzman, Robin Fredriksson, Mattias Larsson, Justin Tranter)             |
| Svédország  | svéd      | Limu, Limu, Lima (népdal) |
| Wales       | walesi    | Yr Alwad (Kizzy Crawford) |

## Közvetítő csatornák
| Ország      | Kommentátor                                    | Közvetítő csatorna                                 |
| ----------- | ---------------------------------------------- | -------------------------------------------------- |
| Belgium     | Patrick Leterme                                | La Trois, Musiq'3                                  |
| Dánia       | Ole Tøpholm és Phillip Faber                   | DR1                                                |
| Lettország  | Kristīne Komarovska és Jānis Holšteins-Upmanis | LTV1                                               |
| Németország | Peter Urban                                    | WDR Fernsehen                                      |
| Norvégia    | Arild Erikstad                                 | NRK1 (felvételről; egy óra késéssel), NRK Klassisk |
| Skócia      | Tony Kearney                                   | BBC Alba                                           |
| Svájc       | Jean-Marc Richard és Philippe Savoy            | RTS Un                                             |
| Svédország  | Kommentár nélkül                               | SVT2                                               |
| Szlovénia   | Igor Velše                                     | TV Slovenija 1 (felvételről; tíz perc késéssel)    |
| Wales       | Morgan Jones                                   | S4C                                                |

## Lásd még
- 2019-es Eurovíziós Dalfesztivál
- 2019-es Junior Eurovíziós Dalfesztivál
- 2019-es Fiatal Táncosok Eurovíziója
- 2019-es Eurovíziós Ázsia-dalfesztivál